# District de Tantang
Le district de Tantang (覃塘区 ; pinyin : Tántáng Qū) est une subdivision administrative de la région autonome du Guangxi en Chine. Il est placé sous la juridiction de la ville-préfecture de Guigang.La population du district était de 563 241 habitants en 2010.